# James Kay
James Kay (Entwistle, Lancashire, 1774 - Turton, Lancashire, 1857) va ser un inventor britànic que va desenvolupar un procés reeixit de filatura humida per al lli el 1824, ajudant a industrialitzar la filatura de lli a les illes Britàniques. D'aquesta manera, li permeten tenir un gran èxit comercial i guanyar una posició d'avantguarda al món. El seu procés encara s'utilitza per filar fils de lli fi, encara que principalment a Rússia i la Xina.
Kay va néixer a Edgefold Farm prop d'Entwistle, Lancashire, i es va convertir en un filador d'èxit amb molins a Preston, Penny Bridge i Pendleton.
Hi va haver dificultats amb la sol·licitud de patent de Kay el 1825, que s'havia retirat durant catorze anys. Sembla que havia estat mal assessorat quan es va redactar la seva patent. Això va fer que la validesa del seu nou desenvolupament fos disputada per John Marshall, de Leeds. Kay es va veure obligat a demandar a Marshall a la cort l'any 1835 per falta de pagament per l'ús de la seva patent, però els acusats van qüestionar la validesa de la patent en argumentar que, en la mesura que la invenció era nova, era inútil (procés de maceració) i que en la mesura que va ser útil no era nou (procés de filatura amb trinquet de 2½ polzades). L'any 1839, el Tribunal va considerar que com que la patent es va treure per a una invenció que constava de dues parts, una de les quals no era nova (considerada massa semblant a la patent d'Horace Hall), el conjunt es va trobar nul. Kay també va fracassar en la seva apel·lació de 1841.
Possiblement va ser com a resultat dels casos judicials i la polèmica que l'envoltava que no va aconseguir cap reconeixement real pel que va fer. El que va ser, com a mínim, fer una adaptació i comercialitzar el nou dispositiu de manera que donés a la indústria britànica la confiança per utilitzar-lo.
Una biografia industrial recent descriu el desenvolupament del seu procés de filatura humida de lli, els seus molins i la seva disputa de patents amb James Marshall.